# Kite Man: Hell Yeah!
Harley Quinn
Kite Man: Hell Yeah! est une série télévisée d'animation pour adultes américaine développée par Justin Halpern, Patrick Schumacker et Dean Lorey, diffusée depuis le 18 juillet 2024 sur le service Max.
Basée sur le personnage de Kite Man, créée par Bill Finger et Dick Sprang pour l'éditeur DC Comics, il s'agit d'un spin-off de la série télévisée d'animation Harley Quinn dans laquelle le personnage a été introduit.
En France, en Belgique et en Suisse, elle est également diffusée depuis le 18 juillet 2024 sur Max.

## Distribution

### Voix originales

#### Acteurs principaux
- Matt Oberg (en) : Charles Brown / Kite Man (en) et le faux Calendar Man
- Stephanie Hsu : Lisa Snart / Golden Glider et Stephanie Brown / Spoiler
- James Adomian (en) : Bane, le faux Homme Mystère, Lawrence Snart et le Pingouin jeune
- Jonathan Banks : Sean Noonan
- Natasia Demetriou : Malice Vundabar
- Michael Imperioli : Joe et Moe Dubelz
- Janelle James (en) : Tsaritsa / la Reine des Fables

#### Acteurs récurrents
- Dee Bradley Baker : Chessure
- Maria Bamford (en) : Baby-Doll
- Vic Chao : Leonard Snart / Captain Cold
- Margaret Cho : Rebecca Chen
- Andy Daly : Darryl Brown et Sinestro
- Keith David : Darkseid
- Phil LaMarr : Detective Chimp, DeSaad et Black Manta
- Judith Light : Helen Villigan
- Eddie Pepitone (en) : Sixpack
- Lance Reddick : Lex Luthor
- Rory Scovel : Gus

#### Invités
- Kaley Cuoco : Dr Harleen Quinzel / Harley Quinn
- Lake Bell : Dr Pamela Isley / Poison Ivy et Barbara Minerva / Cheetah
- Tisha Campbell-Martin : Tawny Young
- Lacey Chabert : la mère de Kenneth
- Cristina Pucelli (en) : Kenneth
- Brycen Hall : Captain Cold jeune
- Araceli Prasarttongosoth : Golden Glider jeune
- Jim Rash : Edward Nigma / l'Homme-mystère
- Katie Rich : Stacy
- Rhea Seehorn : Insect Queen

## Production
En 2022, HBO Max passe la commande d'un spin-off de la série d'animation Harley Quinn centré sur le personnage de Kite Man, intitulé Kite Man: Hell Yeah!. Matt Oberg signe pour reprendre le rôle du personnage.

## Épisodes
1. De tous les bars du monde (Pilot, Hell Yeah!)
2. On remet le couvert, bébé ! (Grand Reopening, Hell Yeah!)
3. Dans ta face, le Villigans ! (Villigan's, Hell Yeah!)
4. Les toilettes à remonter le temps (Portal Potty, Hell Yeah!)
5. L'amour est dans Le Puits. (Prison Break, Hell Yeah!)
6. Journée mère-fille (Mother-Daughter Day, Hell Yeah!)
7. Le Vilain le plus sexy du monde (Sexiest Villain Alive, Hell Yeah!)
8. titre français inconnu (Just Right, Hell Yeah!)
9. Passer de l'autre côté (To Get to the Other Side, Hell Yeah!)
10. L'étoffe d'un héros (Hero Stuff, Hell Yeah!)